# Platinum Tower
Der Platinum Tower befindet sich in an der Küste von Beirut im Libanon. Der Gebäudekomplex besteht aus zwei einzelnen  Hochhäusern, die wie ein einzelner Turm wirken. Sie stehen im Bezirk Minet el-Hosn mit Blick auf die Sankt-Georgs-Bucht.

## Lage
Die Hochhäuser befinden sich in der Professor Wafik Sinno Avenue, direkt an der Promenade, der Corniche Beirut beziehungsweise an der neuen Marina von Beirut, der Zaitunay Bay. Das Gebäude ist mit seinen 152,5 Metern Höhe eine der neue Landmarken von Beirut an der Küste. In der Umgebung befinden sich weitere Hochhäuser wie der ebenfalls im Jahr 2008 fertiggestellte, 125 Meter hohe Bay Tower und die 150 Meter hohen Marina Towers. Das im Jahr 1961 und im Jahr 2000 erbaute Phoenicia InterContinental Hotel, das mit seinen 22 Stockwerken einst eine der auffälligsten Landmarken von Beirut war, hat diesen Titel inzwischen verloren.

## Bauwerk
Die Platinium Tower bestehen aus zwei Türmen, dem höheren auf der Seeseite und dem niedrigeren auf der Seite zur Stadtmitte. Sie wurden von den Architekten
Nabil Gholam und Ricardo Bofill als luxuriöse Apartmenthäuser geplant und gebaut. Der höhere Turm erreicht mit seinen 34 Stockwerken eine Höhe von 152,5 Metern und war bis 2014 das höchste Gebäude im Libanon. Im Keller befindet sich auf 4 Etagen die Garage mit insgesamt 360 Stellplätzen. Über insgesamt 14 Fahrstühle können die 63 Wohnungen erreicht werden. Das Gebäude konnte im Jahr 2008, ein Jahr später als geplant, fertiggestellt werden. Ein direkter Zugang zur Zaitunay Bay über eine Brücke ist geplant, aber noch nicht umgesetzt.

## Beleuchtung
Die Türme werden nachts an den Ecken und am Dach mit breiten Lichtbändern erleuchtet. In jedem neunten Stockwerk befinden sich horizontale Lichtbänder.

## Galerie

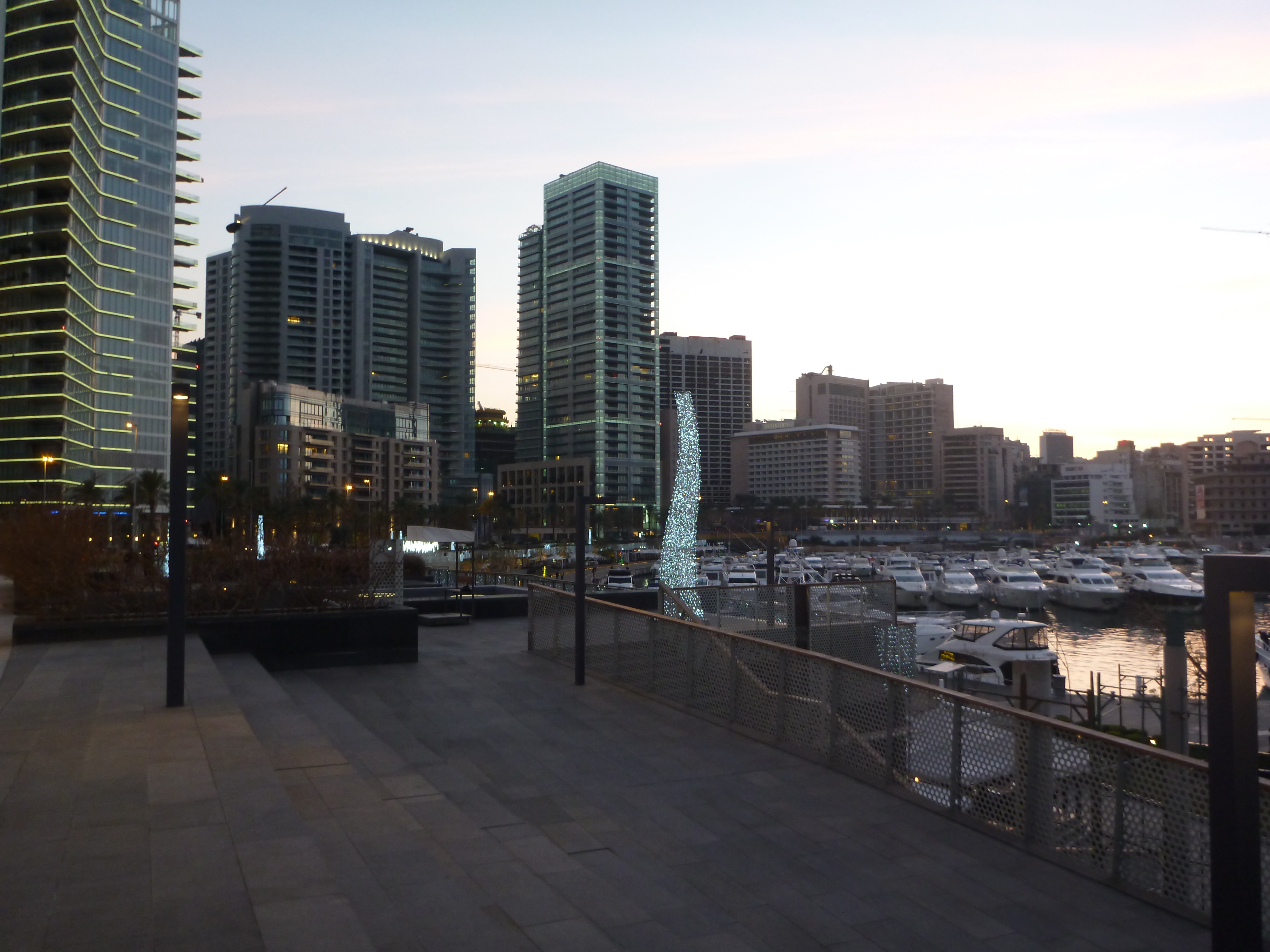
Ansicht vom Yachthafen Zaitunay Bay